# Bogomir Vnučec
Bogomir Vnučec, slovenski ekonomist in politik, * 22. februar 1966.
Od leta 2007 je član Državnega sveta Republike Slovenije, kjer je predsednik komisije za državno ureditev.

## Življenjepis
Med letoma 2000 in 2004 je bil poslanec Državnega zbora Republike Slovenije.
Leta 2010 je bil kandidat SDS za župana Občine Radovljice, a je bil izvoljen le za občinskega svetnika.
Je tudi predsednik Konjeniške zveze Slovenije.